# Theodor Wundt
Theodor Karl Wilhelm Wundt (Ludwigsburg, 21 aprile 1858 – Stoccarda, 16 agosto 1929) è stato un alpinista, militare, scrittore e fotografo tedesco, fu un soldato di carriera dell'esercito prussiano e poi tedesco raggiungendo il grado di tenente generale, altresì fu un pioniere della fotografia di montagna e un famoso scalatore che giocò un ruolo importante nella storia dell'alpinismo invernale nelle Alpi e negli Alti Tatra. Nella stagione 1892-1893, Wundt intraprese numerose ascensioni sulle Dolomiti, che lo resero celebre anche come uno dei primi sci alpinisti: la scalata della Grosse Zinne sul Monte Cristallo e delle Tofane.

## Biografia
Wundt nacque a Ludwigsburg nei pressi di Stoccarda il 21 aprile 1858. Era il figlio del tenente generale del Württemberg e ministro della guerra Theodor von Wundt. Frequentò il liceo a Ludwigsburg e il Realgymnasium di Stoccarda fino alla scuola secondaria superiore. Il 30 settembre 1875 si arruolò volontariamente nel 7° Reggimento di fanteria dell'esercito a Berlino. Percorse tutti i gradi militari fino a quello di tenente generale avvenuto il 31 marzo 1913. In riconoscimento dei suoi successi ricevette la Croce di commendatore dell'Ordine della corona del Württemberg il 25 febbraio 1913. Con lo scoppio della prima guerra mondiale, Wundt fu reintegrato come ufficiale di riserva e gli fu assegnato il comando della 51ª Brigata di fanteria di riserva il 2 agosto 1914. Dal 1º ottobre 1916 al 25 agosto 1917, comandò la 18ª Divisione di riserva e il 22 dicembre fu decorato con la Stella dell'Ordine dell'aquila rossa, di seconda classe con spade prima di essere posto definitivamente in congedo.

## L'alpinista
Fu il padre che lo spinse verso le montagne restandone appassionato, tanto che dal 1877 i periodi di licenza li trascorse sempre in montagna; dalle Alpi occidentali, ai monti Tatra, alle Dolomiti vagabondava per le montagne, scrivendo, ma soprattutto raccogliendo immagini fotografiche di indubbio valore per il contenuto e per il ricordo storico che rappresentavano. Il primo viaggio, finanziato dal padre, portò il diciannovenne tenente in Svizzera. In seguito, Wundt viaggiò frequentemente e, a partire dagli anni ottanta dell'Ottocento, sviluppò una particolare passione per l'alpinismo, che lo portò ripetutamente sulle Alpi svizzere, sugli Alti Tatra e, dal 1887, sulle Dolomiti, dove intraprese escursioni, prima con la guida alpina Michael Innerkofler sul Kleine Zinne, ma poi da solo scalò il Monte Cristallo, il Piz Popena, il Cadinspitzen e altre montagne considerate all'epoca difficili o impraticabili, motivo per cui gli abitanti della valle spesso dubitavano delle ascensioni o lo consideravano pazzo.
Durante la luna di miele del 1894, lui e la moglie, l'inglese Maud Walters, scalarono il monte Cervino ventinove anni dopo che Whymper era stato il primo a farlo. I suoi compagni furono Jeanne Immink, con la quale aveva già intrapreso delle escursioni nelle Dolomiti, e la guida alpina Johann Niederwieser, detto Stabeler. Theodor Wundt, come Jeanne Immink, fu uno dei pionieri dell'alpinismo invernale e scalò montagne come il Mädelegabel, lo Zugspitze e la Grosse e la Kleine Zinne in inverno, un'impresa ancora oggi considerata di non poco conto. Wundt pubblicò resoconti delle sue escursioni in montagna, almeno uno dei quali scritto con la moglie, e fu uno dei pionieri della fotografia d'alta quota. Dal 1913 in poi, Wundt pubblicò romanzi e opere teatrali, per lo più sulle montagne, ma non ebbero molto successo.

## Carriera alpinistica
- 1884 Salita invernale al Meeraugenspitz, 2 503 m, (Alti Tatra); salita invernale al Krivan, 2 496 m, (Alti Tatra); salita invernale al Schlagendorfer Spitze, 2 453 m, (Alti Tatra); salita invernale al Signalkuppe (Punta Gnifetti), 4 554 m, (Massiccio del Monte Rosa, Alpi Vallesane); traversata del Cervino da Breuil a Zermatt, 4-478 m, (Alpi Vallesane); valutazione della salita al Cervino-Hörnligrat III, 4 478 m, (Alpi Vallesane); valutazione dello Jungfrau, 4 158 m, (Alpi Bernesi)
- 1885 Salita invernale della Schesaplana, 2 965 m, (Rätikon); valutazione dell'Hochvogel, 2 592 m, (Alpi dell'Allgäu)
- 1886 Salita invernale del Mädelegabel, 2 644 m, dell'Hochfrottspitze, 2 649 m, e del Bockkarkopf, 2 608 m, in un giorno, (Alpi dell'Allgäu); valutazione dello Zugspitze attraverso la Wiener Neustädter Hütte, 2 964 m, (Wetterstein); valutazione del Monte Rosa, 4 634 m, (Alpi Vallesane); salita al Finsteraarhorn, 4 274 m, (Alpi Bernesi)
- 1887 Salita invernale del Mädelegabel, 2 645 m, (Alpi dell'Allgäu); salita al Kleine Zinne "Normalweg", 2 857 m, (Dolomiti di Sesto); salita al Cristallin, 2 786 m, (Dolomiti d'Ampezzo); ascensione in solitaria del Monte Cristallo, 3 221 m, (Gruppo del Cristallo, Dolomiti); ascensione in solitaria del Piz Popena, 3 152 m, (Gruppo del Cristallo, Dolomiti); ascensione in solitaria della Torre Wundt, 2 517 m, (Gruppo del Cadin, Dolomiti); ascensione in solitaria della Croda Rossa di Sesto, 2 939 m, (Dolomiti di Sesto); ascensione in solitaria della Grosse Cadinspitze "Wundt-Führe", 2 839 m, (Dolomiti di Sesto); prima ascensione della Cima Cadin - cima nord-est da sud-ovest, 2 796 m, (Dolomiti di Sesto); ascensione in solitaria del Monte Cevedale, 2 769 m, (Alpi dell'Ortles); ascensione in solitaria del Gran Zebrù, 3 859 m, ( Gruppo dell'Ortles)
- 1888 Salita invernale al Flüela Schwarzhorn, 3 150 m, (Canton Grigioni); salita invernale al Passo Diavolezza, Berninahäuser-Bovalhütte, 2 958 m, (Bernina); salita invernale al Finsteraarhorn, 4 274 m, (Alpi Bernesi)
- 1889 Salita invernale al Patriaspitze (Schauberg), 2 203 m, (Alti Tatra, Slovacchia); salita invernale al Bastei, (Alti Tatra); salita invernale all'Ostrva (Osterva), 1 980 m, (Alti Tatra, Slovacchia); salita invernale al Lammnitzerspitze, 2 634 m, (Alti Tatra); salita invernale all'Eistaler Spitze, 2 630 m, (Alti Tatra); salita invernale al Grosse Zinne, 2 999 m, (Dolomiti di Sesto)
- 1892 Salita invernale al Kleine Zinne, 2 857 m, (Dolomiti di Sesto); salita invernale al Monte Cristallo, 3 221 m, (Dolomiti d'Ampezzo); salita alla Cima di Vezzana, 3 192 m, (Pala); salita alla Pala di San Martino, 2 987 m, (Pala); salita al Sass Maor, 2 814 m, (Pala)
- 1893 Salita invernale alla Tofana di Rozes, 3 225 m, (Dolomiti d'Ampezzo); salita al Monte Pelmo, 3 168 m, (Dolomiti); salita al Croda da Lago, 2 701 m, (Gruppo della Croda da Lago, Dolomiti); salita al Kleine Popena, (Cadin Gruppo); salita alla Kleine Zinne, 2 857 m, (Dolomiti di Sesto); seconda salita alla parete nord del Sorapiss tramite la "Via Müller", di III grado di difficoltà, 700 HM, 3 205 m, (Dolomiti Ampezzane); prima salita alla Torre Wundt da est tramite la "Via Normale", 2 517 m, (Cadinspitzen, Dolomiti); traversata del Cervino Lionsgrat-Hörnligrat, III grado di difficoltà, 4 478 m, (Alpi Vallesane); salita al Schneehorn via ghiacciaio Guggi, (Alpi Bernesi); salita allo Jungfrau, 4 158 m, (Alpi Bernesi)
- 1895 Traversata del Wetterhorn dal ghiacciaio superiore di Grindelwald nella Valle Roselauital, 3 701 m, (Alpi Bernesi)
- 1896 Salita al Schreckhorn, 4 078 m, (Alpi Bernesi); salita al Mönch attraverso la cresta est, 4 107 m, (Alpi Bernesi)
- 1897 Salita al Crozzon di Brenta, 3 135 m, (Brenta)
- 1898 Salita al Piz Bernina via Biancograt, 4 049 m, (Bernina); salita al Piz Morteratsch, 3 751 m, (Bernina); salita al Piz Roseg, 3 942 m, (Bernina); salita alla Cima Königspitze, 3 859 m, (zona Ortles); salita allo Zebrù, 3 735 m, (zona Ortles); salita al Thurwieserspitze, 3 652 m, (zona dell'Ortles); salita al Weißkugel, 3 739 m, (Alpi Ötztal); seconda salita al Wildspitze, 3 772 m, (Alpi Ötztal); salita al Kesselkogel, 3 004 m, (Catinaccio); salita al Rosengartenspitze, 2 981 m, (Catinaccio); salita all' Ombrettaspitze, 3 009 m, (Marmolada, Dolomiti); salita alla Marmolada da nord, 3 343 m, (Dolomiti); salita al Crozzon di Brenta, 3 135 m, (Brenta)
- 1900 Salita al Zinal-Rothorn, 4 221 m, (Alpi Vallesane)
- 1901 Salita al Det d'Hérens, 4 171 m, (Alpi Vallesane); salita al Weisshorn, 4 505 m, (Alpi Vallesane)
- 1906 Salita al Zebru, 3 735 m, (regione dell'Ortles)
- 1914 Salita al Dom, 4 545 m, (Alpi Vallesane); seconda salita al Rimpfischhorn, 4 199 m, (Alpi Vallesane); seconda salita al Triftjoch 2 526 m, (Alpi Vallesane); seconda salita al Großglockner, 3 798 m, (Alti Tauri); seconda salita al Zwölfer via Eisrinne; salita al Groß Litzner, 3 109 m, (Silvretta); salita al Trettachspitze, 2 596 m, (Alpi dell'Allgäu)[3]